# Казарина, Юлия Васильевна
Юлия Васильевна Рыжова (Казарина) (род. 7 октября 1989, Москва) — российская дзюдоистка, чемпионка и призёр чемпионатов России, призёр чемпионата Европы, чемпионка мира среди военнослужащих, бронзовый призер Всемирных военных игр, мастер спорта России международного класса. Член сборной команды страны с 2010 года. Выступает за Вооружённые силы (Москва).

## Спортивные результаты
- Чемпионат России по дзюдо 2008 года — ;
- Чемпионат России по дзюдо 2009 года — ;
- Чемпионат России по дзюдо 2010 года — ;
- Чемпионат России по дзюдо 2011 года — ;
- Чемпионат России по дзюдо 2012 года — ;
- Чемпионат России по дзюдо 2013 года — ;
- Чемпионат России по дзюдо 2019 года — ;